# Liste des sites Natura 2000 du département du Jura
Cet article recense les sites Natura 2000 du Jura, en France.

## Statistiques
Le Jura compte en 2016 40 sites classés Natura 2000.
24 bénéficient d'un classement comme site d'intérêt communautaire (SIC), 16 comme zone de protection spéciale (ZPS).

## Liste
| Site                                                                                         | Type | Superficie (ha) | Fiche     | Coordonnées                      | Photo |
| -------------------------------------------------------------------------------------------- | ---- | --------------- | --------- | -------------------------------- | ----- |
| Basse vallée du Doubs                                                                        | SIC  | +03 810,        | FR4301323 | 47° 00′ 21″ nord, 5° 25′ 35″ est |       |
| Bassin du Drugeon                                                                            | SIC  | +06 704,        | FR4301280 | 46° 51′ 22″ nord, 6° 13′ 28″ est |       |
| Bresse jurassienne Nord                                                                      | SIC  | +08 878,        | FR4301306 | 46° 52′ 47″ nord, 5° 29′ 10″ est |       |
| Bresse Jurassienne Sud                                                                       | SIC  | +00614,         | FR4301307 | 46° 42′ 18″ nord, 5° 26′ 17″ est |       |
| Combe du Lac                                                                                 | SIC  | +00142,         | FR4301310 | 46° 24′ 38″ nord, 5° 59′ 43″ est |       |
| Combe du Nanchez                                                                             | SIC  | +00432,         | FR4301315 | 46° 30′ 50″ nord, 5° 50′ 54″ est |       |
| Complexe des bois et du lac de l'Assencière                                                  | SIC  | +00355,         | FR4301327 | 46° 29′ 48″ nord, 5° 46′ 10″ est |       |
| Complexe des Cinq Lacs de Narlay, Ilay, Grand Maclu, Petit Maclu et Vernois                  | SIC  | +00686,         | FR4301330 | 46° 38′ 00″ nord, 5° 54′ 29″ est |       |
| Entre-côtes du Milieu                                                                        | SIC  | +00684,         | FR4301328 | 46° 40′ 39″ nord, 6° 02′ 53″ est |       |
| Forêt du Massacre                                                                            | SIC  | +01 807,        | FR4301320 | 46° 24′ 30″ nord, 6° 01′ 45″ est |       |
| Forêts, corniches calcaires, ruisseaux et marais de Vulvoz à Viry                            | SIC  | +02 405,        | FR4301332 | 46° 18′ 28″ nord, 5° 45′ 39″ est |       |
| Grandvaux                                                                                    | SIC  | +02 120,        | FR4301313 | 46° 32′ 22″ nord, 5° 54′ 08″ est |       |
| Lac de Bonlieu, étang du Lautrey, forêts et falaises environnantes                           | SIC  | +00271,         | FR4301326 | 46° 35′ 37″ nord, 5° 52′ 43″ est |       |
| Lac et tourbières des Rousses, vallée de l'Orbe                                              | SIC  | +00504,         | FR4301308 | 46° 31′ 14″ nord, 6° 06′ 55″ est |       |
| Massif du Risoux                                                                             | SIC  | +01 843,        | FR4301319 | 46° 32′ 17″ nord, 6° 05′ 48″ est |       |
| Massif de la Serre                                                                           | SIC  | +04 400,        | FR4301318 | 47° 11′ 32″ nord, 5° 33′ 21″ est |       |
| Petite Montagne du Jura                                                                      | SIC  | +38 293,        | FR4301334 | 46° 25′ 19″ nord, 5° 35′ 20″ est |       |
| Plateau du Lizon                                                                             | SIC  | +01 826,        | FR4301316 | 46° 25′ 54″ nord, 5° 47′ 28″ est |       |
| Plateau de Mancy                                                                             | SIC  | +00046,         | FR4302001 | 46° 39′ 25″ nord, 5° 32′ 53″ est |       |
| Reculée des Planches-près-Arbois                                                             | SIC  | +00519,         | FR4301321 | 46° 53′ 07″ nord, 5° 48′ 16″ est |       |
| Reculées de la Haute-Seille                                                                  | SIC  | +01 420,        | FR4301322 | 46° 43′ 43″ nord, 5° 39′ 29″ est |       |
| Réseau de cavités à minioptères de Schreibers en Franche-Comté (15 cavités)                  | SIC  | +00025,         | FR4301351 | 47° 27′ 43″ nord, 5° 56′ 21″ est |       |
| Tourbière de la Combe du Grand Essart                                                        | SIC  | +00022,         | FR4301312 | 46° 25′ 05″ nord, 5° 49′ 52″ est |       |
| Tourbières et lacs de Chapelle-des-Bois et de Bellefontaine-les-Mortes                       | SIC  | +00320,         | FR4301309 | 46° 35′ 11″ nord, 6° 06′ 26″ est |       |
| Vallée et côtes de la Bienne, du Tacon et du Flumen                                          | SIC  | +17 569,        | FR4301331 | 46° 23′ 58″ nord, 5° 53′ 57″ est |       |
| Vallée du Lison                                                                              | SIC  | +04 001,        | FR4301297 | 47° 00′ 06″ nord, 5° 59′ 31″ est |       |
| Vallée de la Loue                                                                            | SIC  | +18 995,        | FR4301291 | 47° 04′ 15″ nord, 6° 02′ 57″ est |       |
| Vallons forestiers, rivières, ruisseaux, milieux humides et temporaires de la forêt de Chaux | SIC  | +01 885,        | FR4301317 | 47° 04′ 18″ nord, 5° 39′ 08″ est |       |
| Basse vallée du Doubs                                                                        | ZPS  | +03 804,        | FR4312007 | 47° 00′ 22″ nord, 5° 24′ 12″ est |       |
| Bassin du Drugeon                                                                            | ZPS  | +06 520,        | FR4310112 | 46° 51′ 22″ nord, 6° 13′ 28″ est |       |
| Bresse jurassienne Nord                                                                      | ZPS  | +08 653,        | FR4312008 | 46° 52′ 47″ nord, 5° 29′ 10″ est |       |
| Forêt de Chaux                                                                               | ZPS  | +22 009,        | FR4312005 | 47° 05′ 14″ nord, 5° 40′ 05″ est |       |
| Forêt du Massacre                                                                            | ZPS  | +01 807,        | FR4312003 | 46° 24′ 30″ nord, 6° 01′ 45″ est |       |
| Massif du Risoux                                                                             | ZPS  | +01 843,        | FR4312002 | 46° 32′ 17″ nord, 6° 05′ 48″ est |       |
| Petite Montagne du Jura                                                                      | ZPS  | +38 293,        | FR4312013 | 46° 29′ 48″ nord, 5° 38′ 05″ est |       |
| Reculées de la Haute-Seille                                                                  | ZPS  | +01 420,        | FR4312016 | 46° 43′ 40″ nord, 5° 39′ 29″ est |       |
| Vallée et côtes de la Bienne, du Tacon et du Flumen                                          | ZPS  | +17 569,        | FR4312012 | 46° 23′ 58″ nord, 5° 53′ 57″ est |       |
| Vallée du Lison                                                                              | ZPS  | +04 001,        | FR4312011 | 47° 00′ 06″ nord, 5° 59′ 31″ est |       |
| Vallée de la Loue                                                                            | ZPS  | +18 995,        | FR4312009 | 47° 04′ 15″ nord, 6° 02′ 57″ est |       |